# Muntiacus
Muntíacos ou cervos-latidores são pequenos cervos do gênero Muntiacus. São os mais antigos veados da Terra, já que surgiram há cerca de 15 a 35 milhões de anos. Fósseis de muntíacos, encontrados na França, na Alemanha e na Polônia datam do Mioceno.

## Habitat
As espécies atuais são nativas do sul da Ásia e podem ser encontradas na Índia, na Sri Lanka, em Myanmar, na Indonésia, em Taiwan e no sul da China. Eles também são encontrados no Himalaia inferior (Nepal e Butão) e em algumas áreas do Japão (a Península de Boso e a Ilha de Ōshima).
Há uma grande população selvagem de muntíacos de Reeves, introduzida na Inglaterra, constituída por descendentes de fugitivos da Abadia de Woburn, por volta de 1925. Se espalharam rapidamente pela Grã-Bretanha, de modo a adentrar Gales. Na Escócia, porém, não costumam ser encontrados, uma vez que são nativos de regiões tropicais. Foram vistos na Irlanda, em 2010, após, certamente, terem sido levados para a ilha por humanos.

## Reprodução e dimorfismo

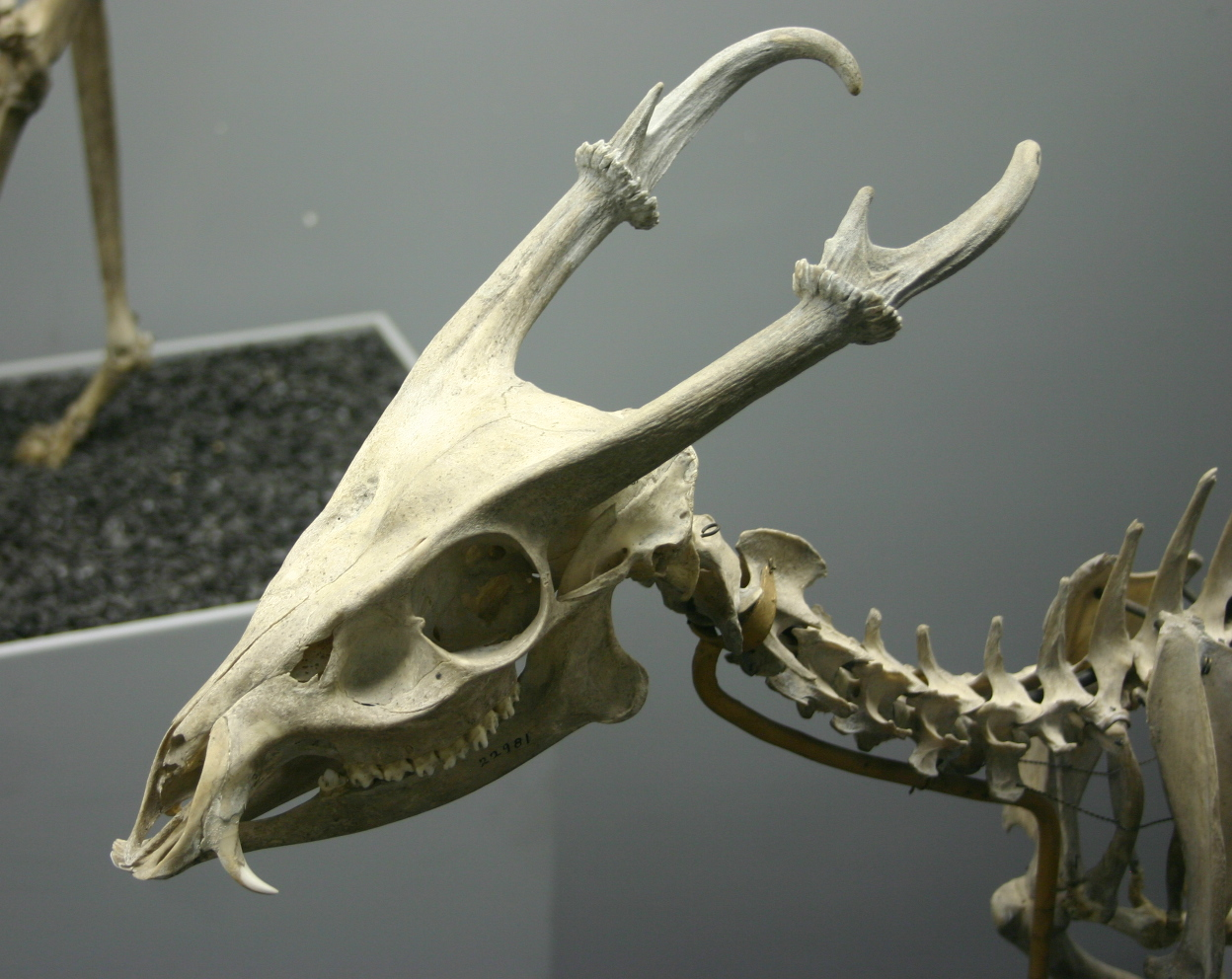
Crânio de Muntíaco

Ao contrário de outros gêneros de cervídeos, não apresentam cio, o acasalamento pode ocorrer em qualquer época do ano. 
Os machos possuem chifres curtos, que podem regredir, mas tendem a lutar pelo território com suas "presas". No entanto, naqueles que foram inseridos no Reino Unido, as "presas" não ocorrem, o que dificulta a distinção entre os muntíacos e jovens cervos nativos.

## Genética
Muntíacos provocam grande interesse em estudos evolutivos, devido às suas drásticas variações cromossômicas e a descoberta recente de várias espécies novas. O muntíaco-indiano é o mamífero com o menor número de cromossomos registrados: o macho tem 7. A fêmea, apenas 6 cromossomos. O muntíaco-de-Reeves (M. reevesi), em comparação, possui um número diploide de 46 cromossomos.

## Espécies
- Muntiacus atherodes - Muntíaco-amarelo-de-bornéu;
- Muntiacus crinifrons - Muntíaco-de-crina, muntíaco-negro;
- Muntiacus feae - Muntíaco-de-fea, muntíaco-de-tenasserim;
- Muntiacus gongshanensis - Muntíaco-de-gongshan;
- Muntiacus muntjak - Muntíaco-comum, muntíaco-indiano, muntíaco-vermelho;
- Muntiacus puhoatensis - Muntíaco-de-pu-hoat;
- Muntiacus putaoensis - Muntíaco-folha, cervo-folha;
- Muntiacus montanus - Muntíaco-de-sumatra;
- Muntiacus reevesi - Muntíaco-de-reeve;
- Muntiacus rooseveltorum - Muntíaco-de-roosevelt;
- Muntiacus truongsonensis - Muntíaco-de-truong-sun;
- Muntiacus vuquangensis - Muntíaco-gigante, espécie em estado de conservação crítico. [2]